# Centro immersioni

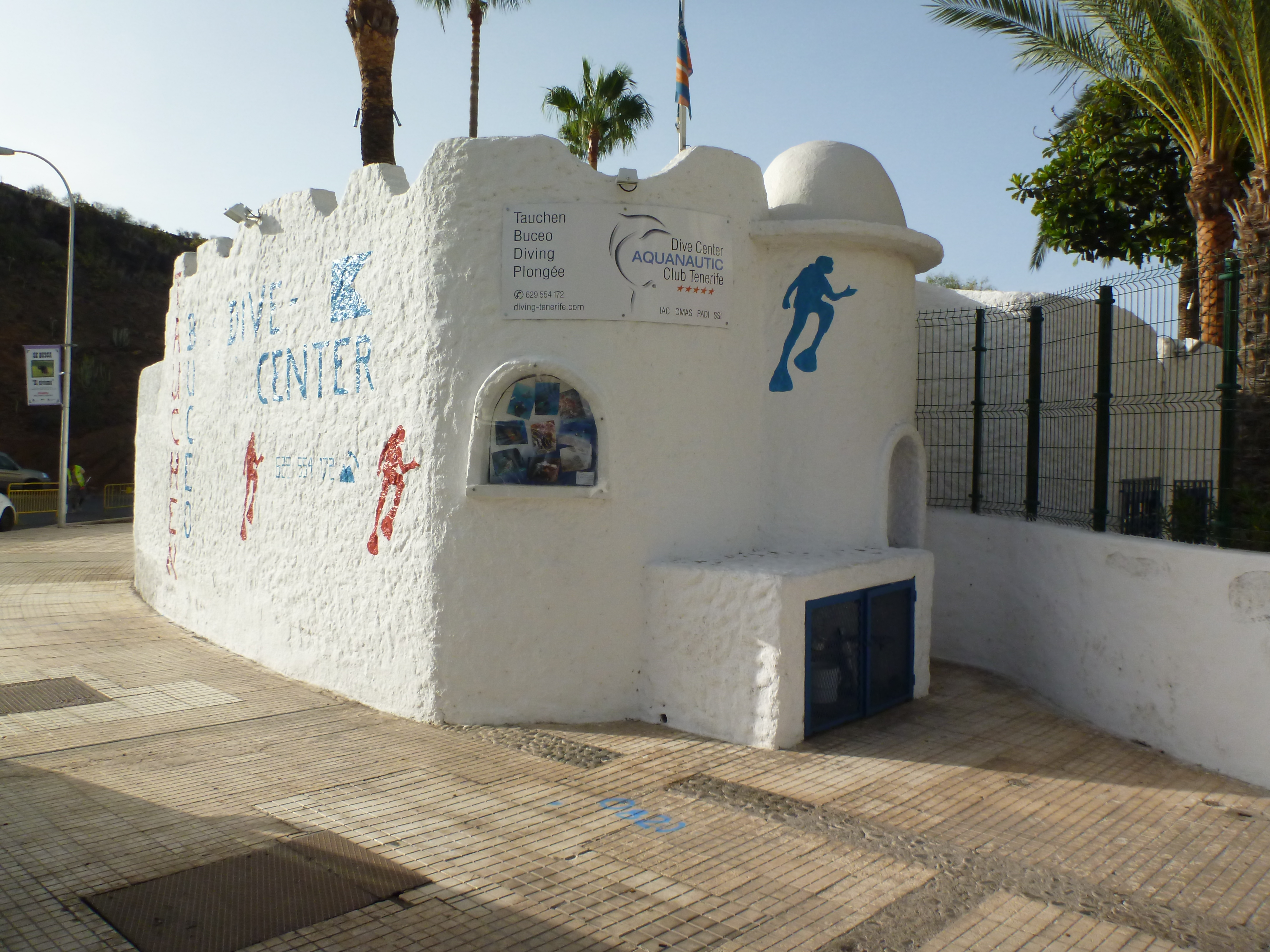
Centro immersioni

Un centro immersioni (o, più comunemente, diving center o dive center) è una struttura che fornisce supporto, attrezzatura e corsi, con rilascio di brevetto, per la pratica delle attività subacquee.

## Supporto
Un centro immersioni fornisce supporto logistico per tutte le attività connesse riassumibili in tre categorie principali, immersioni guidate, scuola di immersione e ricarica bombole, alle quali si affiancano il noleggio, la manutenzione e la riparazione delle attrezzature subacquee, nonché la fornitura del servizio di trasporto con gommoni ed imbarcazioni adeguate. In certi casi, se il centro dispone di licenza commerciale, esso è anche un negozio per la vendita di attrezzature subacquee. 
Quindi in linea generale offre i servizi di accompagnamento e assistenza per le immersioni guidate con guide addestrate ed esperte, e soprattutto a conoscenza dei punti di immersione più importanti ed interessanti, di trasporto con imbarcazioni, o gommoni, specificatamente strutturate o adattate per lo svolgimento delle immersioni, e che permettono l'entrata e l'uscita dall'acqua con praticità e comfort.
Spesso i centri sono la soluzione migliore per immergersi in luoghi non conosciuti o in parchi marini protetti per cui è necessaria un'autorizzazione e una guida.

## Attrezzatura
Oltre alle bombole, un centro immersioni dà la possibilità di affittare l'attrezzatura per immersioni, in modo che un subacqueo possa colmare le mancanze alla sua attrezzatura privata.

## Corsi
Un centro immersioni ha la possibilità di fornire corsi per l'addestramento alla subacquea, in modo da preparare adeguatamente i subacquei.